# JO1
JO1 (ジェイオーワン, Jeiōwan) é um grupo masculino japonês formado através do programa de sobrevivência  Produce 101 Japan , e programado para ser um grupo permanente. É composto por 11 membros: Issei Mamehara, Ren Kawashiri, Takumi Kawanishi, Shosei Ohira, Shion Tsurubo, Ruki Shiroiwa, Keigo Sato, Syoya Kimata, Junki Kono, Sukai Kinjo and Sho Yonashiro, o grupo é gerenciado pela Lapone Entertainment, uma companhia conjunta entre a Yoshimoto Kogyo e a CJ E&M.
JO1 estreou com o single " Protostar " em 4 de março de 2020, e lançou um total de dois singles que alcançaram o topo da Oricon Singles Chart e Billboard Japan Hot 100, bem como foram certificados Platina pela Recording Industry Association of Japan (RIAJ). O grupo irá lançar seu primeiro álbum de estúdio The Star em 25 de novembro de 2020.

## Nome
O nome do grupo, JO1, foi escolhido pela Lapone Entertainment entre as sugestões dadas por "Produtores Nacionais" através do site oficial do Produce 101 Japan . De acordo com a sugestão original, o “J” em JO1 se refere ao Japão, que é a origem do grupo, enquanto o “01” se refere ao primeiro ano do período Reiwa (令 和) em que o grupo foi introduzido pela primeira vez. O nome foi anunciado durante o episódio final do show.

## História

### Pré-estreia: Formação através doProduce 101 Japan
O JO1 foi formado por meio do programa de sobrevivência  Produce 101 Japan, que foi ao ar entre 25 de setembro e 11 de dezembro de 2019. Um total de 6.000 pessoas que não estavam vinculadas a nenhuma agência de talentos fizeram o teste para o show. Dos 101 trainees iniciais que participaram do programa, os 11 finalistas foram escolhidos pelos telespectadores por meio de votação online e anunciados por meio de transmissão ao vivo pela TBS .
Antes de aparecer no programa, vários membros já estavam ativos na indústria do entretenimento. Ren Kawashiri é um ex-dançarino de apoio, tendo se apresentado para SMAP, FT Island, Dreams Come True, Tomohisa Yamashita, Lead, Wanna One e Pentagon . Ruki Shiroiwa é um ex-membro do grupo de trainees da Johnny & Associates : Johnny's Jr. Ele também fez parte do grupo musical de dubladores Tsukicro em 2017, onde cantou, interpretou e dublou o personagem Ruki Hibiya.

### 2020: Estreia com "Protostar" e mais sucesso
Pouco depois do final do Produce 101 Japan,  foi revelado que o grupo para iria para a Coreia do Sul para a preparação e produção de seu debut. Em 14 de janeiro, foi revelado que o single de estreia do grupo se chamaria " Protostar " e seria lançado em 4 de março. Após seu lançamento, "Protostar" obteve sucesso comercial imediato, atingindo o número um no Oricon Daily e Weekly Singles Chart com mais de 360.000 cópias vendidas no total. Enquanto isso, a música principal do single "Infinity" alcançou a posição número um na Billboard Japan Hot 100 . O grupo então teve sua primeira apresentação ao vivo em um programa de TV, apresentando "Infinity" no programa matinal da NTV, Sukkiri . Posteriormente, seu single de estreia foi certificado Platina pela RIAJ e entrou no ranking Top 10 nas categorias Novo Artista, Vendas de Singles e Vendas Totais de Singles do Ranking de Meio do Ano 2020 da Oricon em 19 de junho.
JO1 lançou seu segundo single " Stargazer " em 26 de agosto. O single conta com a participação na escrita de letras e coreografia dos membros Yonashiro e Kawashiri respectivamente na música "My Friends". O single estreou como número um no Oricon Daily and Weekly Singles Chart. Isso fez do grupo o único artista que ganhou duas vitórias consecutivas na parada semanal desde seu single de estreia após " Do Re Mi Sol La Si Do " de Hinatazaka46 em 29 de julho de 2019. O grupo mais uma vez conquistou a primeira posição no Billboard Japan Hot 100 com a canção principal "Oh-Eh-Oh" e certificação Platinum da RIAJ. Em 5 de setembro, o grupo se apresentou como atração principal pela primeira vez no 31º Mynavi Tokyo Girls Collection 2020 Outono/Inverno de 2020, o maior evento de moda do Japão, realizado no Saitama Super Arena .
Em 5 de outubro, foi anunciado que JO1 lançará seu primeiro álbum The Star com "Shine a Light" como single promocional em 25 de novembro. O grupo também realizará seu primeiro show ao vivo intitulado "Starlight" em 19 de dezembro.

## Membros
- Issei Mamehara (豆 原 一 成)
- Junki Kono (河野 純 喜)
- Keigo Sato (佐藤 景 瑚)
- Ren Kawashiri (川 尻 蓮)
- Ruki Shiroiwa (白岩 瑠 姫)
- Shion Tsurubo (鶴 房 汐 恩)
- Sho Yonashiro (與 那 城 奨) - líder[29]
- Shosei Ohira (大平 祥 生)
- Sukai Kinjo (金城 碧海)
- Syoya Kimata (木 全 翔 也)
- Takumi Kawanishi (川西 拓 実)

## Endossos
Mesmo antes de sua estreia oficial, JO1 assinou um contrato de publicidade com a Softbank e apareceu em um comercial de TV nacional para sua subsidiária Y! Mobile a partir de 2 de fevereiro de 2020. O grupo também endossou e colaborou com várias marcas, incluindo ABC-MART x NIKE, KitKat, FamilyMart, Francfranc, Sweets Paradise, e FuRyu, bem como participou de eventos promocionais para marcas de casas de moda de luxo Louis Vuitton e Yves Saint Laurent . Eles apareceram nas capas de revistas como An An, Vivi, Numéro Tokyo e outras.

## Discografia
- The Star (2020)

## Filmografia

### Programas de televisão
| Ano  | Título                        | Título japonês                     | Emissora    | Notas                           | Ref.                 |
| ---- | ----------------------------- | ---------------------------------- | ----------- | ------------------------------- | -------------------- |
| 2020 | JO1 House                     | JO1 HOUSE                          | GyaO!       | Reality show de estreia         | [ 42 ] [ 43 ] [ 44 ] |
| 2020 | JO1 House Temporada 2         | JO1 HOUSE Season 2                 | GyaO!       | Produção de "Stargazer"         | [ 45 ] [ 46 ]        |
| 2020 | JO1 School                    | JO1 SCHOOL                         | AbemaTV     | Programa especial "Stargazer"   | [ 47 ] [ 48 ]        |
| 2020 | JO1 Star Gather TV            | JO1 ス タ ー ギ ャ ザ ー TV        | AbemaTV     | Primeiro programa de variedades | [ 49 ]               |
| 2020 | Star of JO1: JO1 x NO1 Battle | JO1 の 星 ～ JO1 × NO1 バ ト ル ～ | Fuji TV Two | Primeiro programa de TV CS      | [ 50 ]               |

## Prêmios e indicações
| Ano  | Cerimônia de premiação       | Categoria                  | Nomeado | Resultado | Ref. |
| ---- | ---------------------------- | -------------------------- | ------- | --------- | ---- |
| 2020 | MTV Video Music Awards Japão | Prêmio Estrela em Ascensão | JO1     | Venceu    |      |